# 平溪頌德碑
平溪頌德碑，位於臺灣新北市平溪區平溪觀音巖旁，係當地人感謝潘炳燭、顏雲年、顏國年開發煤礦、鋪設平溪線為平溪帶來繁榮而立，今列新北市歷史建築。

## 歷史
明治四十年（1907年），潘炳燭在家鄉平溪首先發現石底煤礦煤炭露頭，翌年便由日商藤田組作露頭試掘後，發覺煤質優良，極具開採價值，但困難在於當地山巒重疊，運輸不便。開採之初，該礦僅有通汐止的一條小路，約步行三小時才能到達。
潘炳燭便建議當時的台灣礦業鉅子顏雲年，興建三貂嶺到菁桐坑的平溪線鐵路，將平溪的礦區連成一脈，促使平溪的煤礦業經淨迅速發展。原先平溪是以種植大青、煙草和茶葉為主，鐵路開通後，吸引人民前來，平溪形成礦區聚落，鐵路兩側也蓋起整排的商店街。

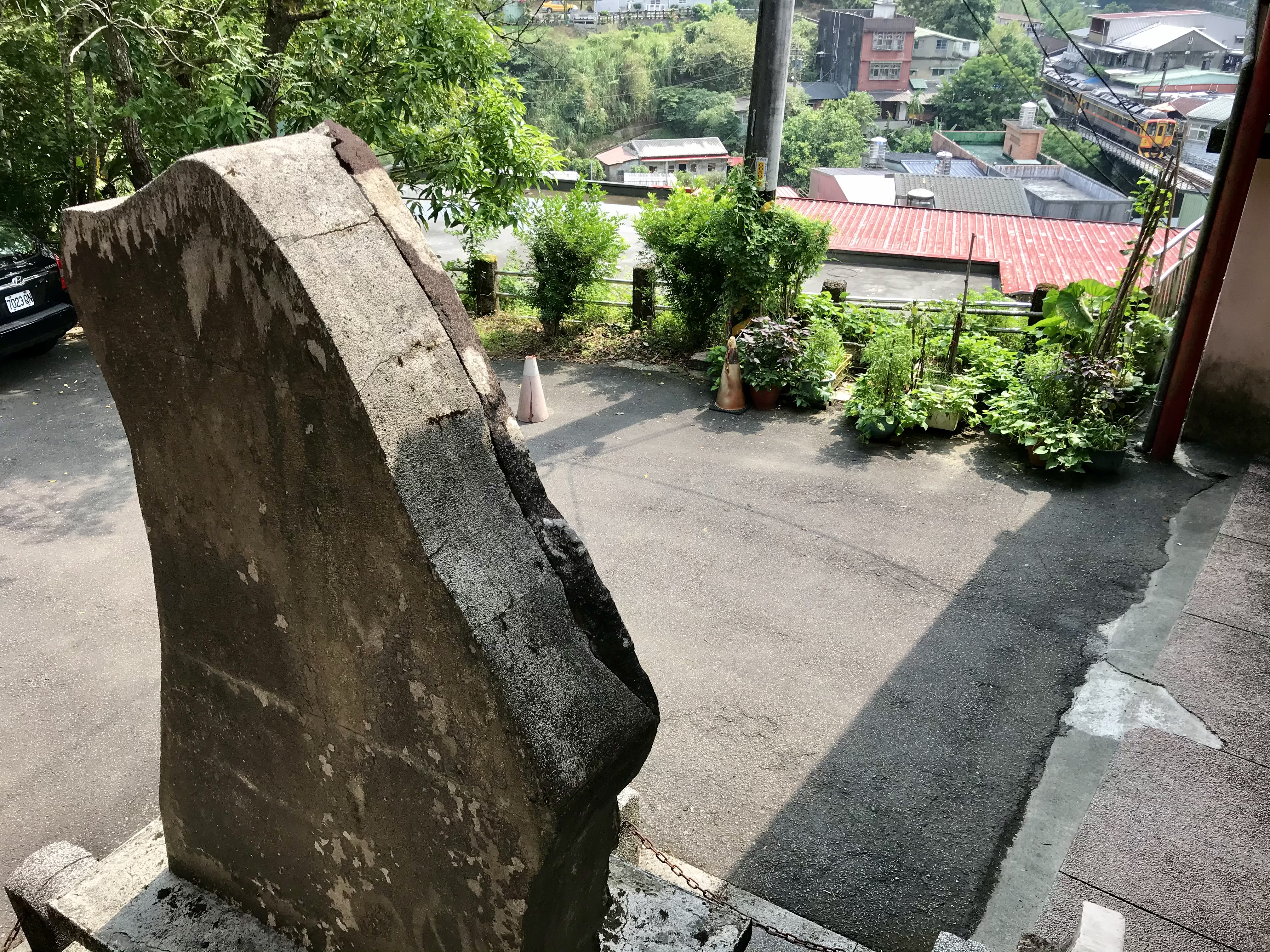
平溪頌德碑與平溪線

民國四十一年（1952年），平溪鄉民代表會公決在平溪觀音巖旁設立高198公分的頌德碑，以紀念潘炳燭為地方發展，將礦權無償獻給顏雲年、顏國年兄弟，從而帶動平溪發展。1950年代初，當地採炭夫每日最高可領新台幣四十三元五角、坑內雜工最高十五元、運炭夫最高九元、坑外雜工最高二十五元五角。平溪的煤礦極盛時期達十八坑，直到1998年隨著重光煤礦關閉，才全部結束。2012年12月末，台南大學台灣文化研究所長賴志彰等學者，認為此碑是鄉民所立，載明平溪礦業、鐵路建設由來，與當地發展有密切關係，具文史意義，遂登錄為新北市歷史建築。